# Wittenberg (Wisconsin)
Wittenberg es una villa ubicada en el condado de Shawano en el estado estadounidense de Wisconsin. En el Censo de 2010 tenía una población de 1.081 habitantes y una densidad poblacional de 232,65 personas por km².

## Geografía
Wittenberg se encuentra ubicada en las coordenadas 44°49′38″N 89°10′00″O / 44.82722, -89.16667. Según la Oficina del Censo de los Estados Unidos, Wittenberg tiene una superficie total de 4.65 km², de la cual 4.65 km² corresponden a tierra firme y (0%) 0 km² es agua.

## Demografía
Según el censo de 2010, había 1.081 personas residiendo en Wittenberg. La densidad de población era de 232,65 hab./km². De los 1.081 habitantes, Wittenberg estaba compuesto por el 89.27% blancos, el 0% eran afroamericanos, el 3.79% eran amerindios, el 0.19% eran asiáticos, el 0% eran isleños del Pacífico, el 5.09% eran de otras razas y el 1.67% pertenecían a dos o más razas. Del total de la población el 7.12% eran hispanos o latinos de cualquier raza.